# MADDIDA

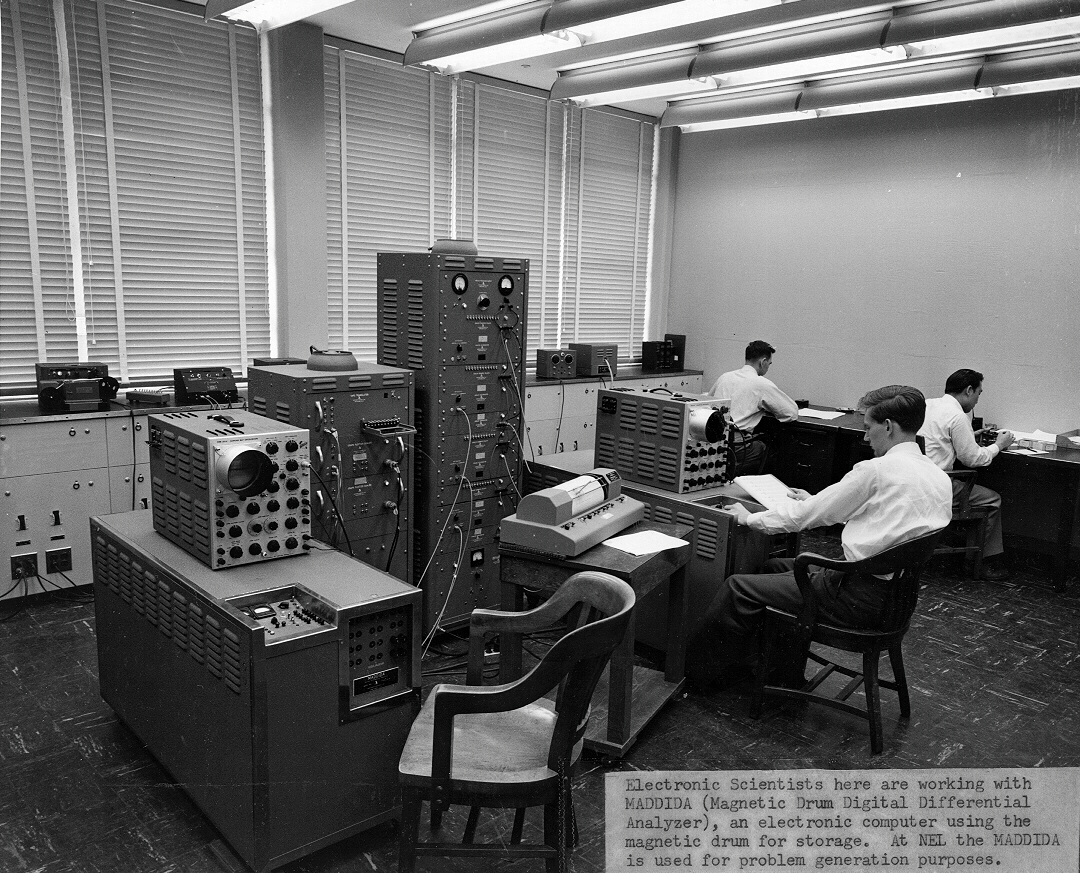
海軍電子研究所でMADDIDAを使用している電子科学者

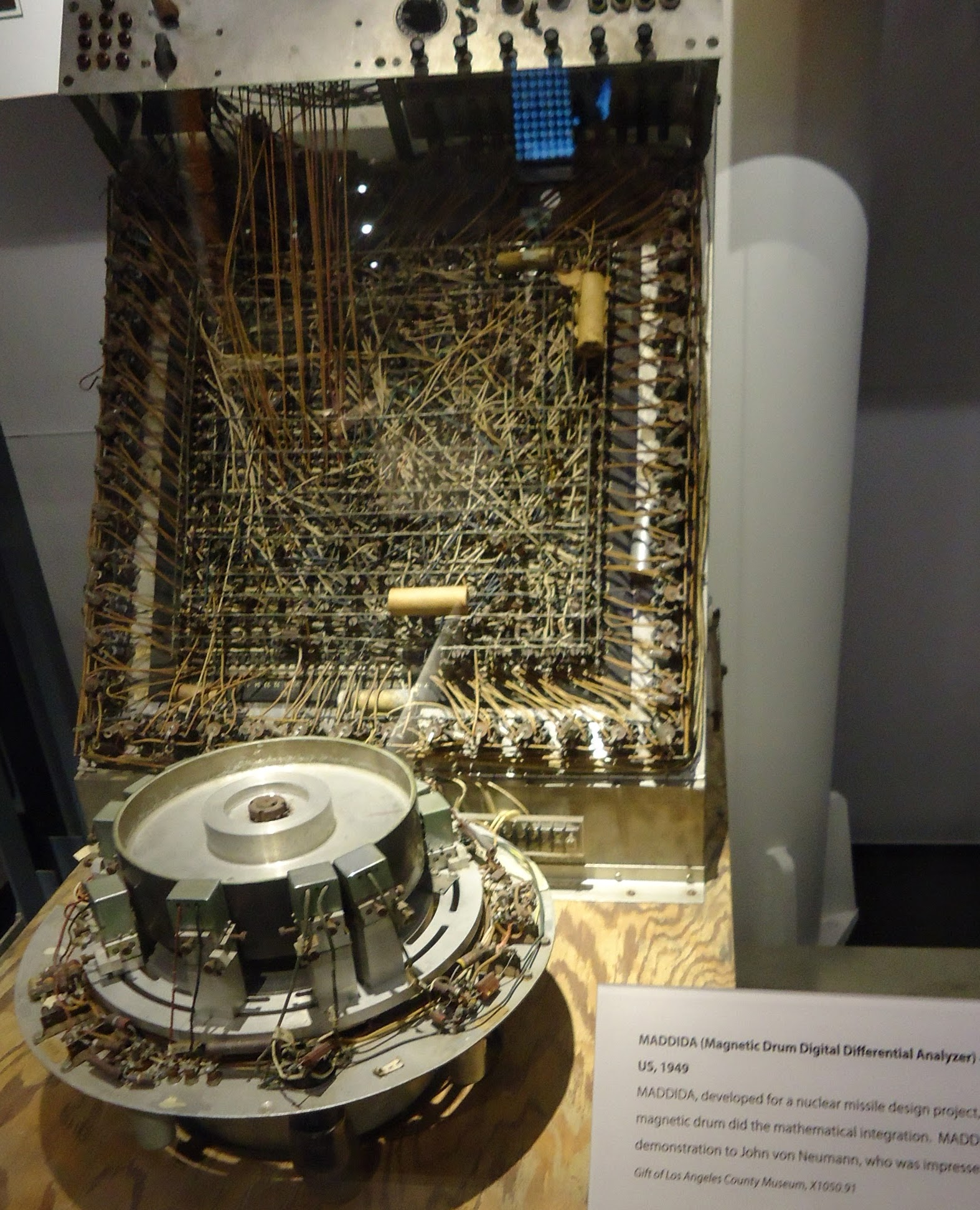
コンピュータ歴史博物館で展示されているMADDIDAの一部

MADDIDA（MAgnetic Drum DIgital Differential Analyzer（磁気ドラムデジタル微分解析機））は、常微分方程式を解くために作られたデジタルコンピュータである。電圧レベルを使用してビットを表す世界初のコンピュータであり、論理をブール代数により指定する世界初のコンピュータでもある。
MADIDDAは、フロイド・スティールによって発明され、1946年から1949年にかけてノースロップ・エアクラフト社によってスナーク・ミサイルの誘導システムに使用するために開発された。しかし、MADDIDAの研究から誘導システムは得られず、むしろ航空研究に使用された。1952年、MADDIDAは6台販売され、当時（専用機ではあるが）世界で最も売れた商用デジタルコンピュータになった（汎用コンピュータのUNIVAC Iは1954年に7台目が納入された）。

## 開発
MADDIDAの開発は1946年3月にノースロップ社で始まった。当初は「MX-775」と呼ばれる亜音速巡航ミサイルを製造することを目標としており、これが後にスナークと呼ばれるようになった。このプロジェクトのノースロップの目標は、ドイツの報復兵器V1・V2を超える、最大8,000キロメートル (5,000 mi)先の目標に対して180メートル (200 yd)以内の精度で命中できるようにする誘導システムを作成することだった。しかし、MADIDDAは兵器に使用されることはなく、最終的にノースロップはスナーク・ミサイルの誘導システムとして別のアナログコンピュータを使用した。
プロジェクトの目標の一つには、「世界初の」デジタルデータ解析機(DIDA)の開発があった。物理学者フロイド・スティールは、ロサンゼルスの自宅で1946年に既にDIDAを実証していたと伝えられており、設計グループのコンセプト・リーダーとして雇用された。スティールはDIDAのコンセプトを開発した。DIDAでは、デジタル要素のみを使用してアナログコンピュータと同等の機能を実装する必要がある。DIDAに磁気ドラムメモリ(MAD; MAgnetic Drum memory)を使用する決定が下され、装置の名前はMADDIDA（"Mad Ida"と発音する）となった。
スティールのMADDIDAの設計は、1927年にヴァネヴァー・ブッシュによって発明されたデジタル部品を備えたアナログコンピュータの影響を受けた。また、ケルヴィン卿が1873年に完成させたアナログコンピュータである潮汐予測装置の影響も受けた。
スティールは、MADIDDAのゲルマニウムダイオード論理回路と磁気記録の研究のためにDonald Eckdahl、Hrant (Harold) Sarkinssian、Richard Spragueを雇用した。このグループにより、MADIDDAのプロトタイプが1946年から1949年にかけて開発された。

## 設計
MADDIDAには、6つの記憶トラックを備えた磁気ドラムを使用して実装された44個の積分器がある。積分器の相互接続は、ビットの適切なパターンをトラックの1つに書き込むことによって指定された。
それ以前のENIACやUNIVAC Iが電気パルスを使用してビットを表すのとは対照的に、MADDIDAは電圧レベルを使用してビットを表す世界初のコンピュータだった。また、論理全体がブール代数で指定された最初のコンピュータでもある。これらの機能は、アナログ部品がまだ残ってい初期のデジタルコンピュータからの進歩だった。
オリジナルのMADIDDAのプロトタイプは、カリフォルニア州マウンテンビューにあるコンピュータ歴史博物館に収蔵されている。

## 流通
最終的に、MADIDDAは兵器には使用されなかった。ノースロップは最終的に別のアナログコンピュータをスナーク・ミサイルの誘導システムに使用したが、そのシステムは多くのミサイルを喪失するような信頼性の低いものだった。1956年に発射されたミサイルは、進路を大幅に外れてブラジル北東部に着陸し、1983年まで発見されなかった。
1950年にMADIDDAの設計チームがノースロップを去った後、マックス・パレフスキーら別のチームが雇用され、商用流通用に装置が複製された。1952年の終わりまでに6台のMADDIDAが販売され、当時世界で最も販売された商用デジタルコンピュータとなった。そのうちの1台は、アメリカ海軍電子研究所に設置された（上の写真を参照）。

## 余波
MADIDDAの開発中、設計チームは、DYNAMOなどの適切な問題指向言語(POL)を使用することで、汎用デジタルコンピュータでもデジタル微分解析機を実行できることに気付いた。MADIDDAの最初のデモが行われた1年後、スティールとMADDIDAの設計チームは、汎用コンピュータを開発するためにアービング・S・リードとともにノースロップを去った。彼らは1950年7月16日にコンピュータ・リサーチ・コーポレーションを設立し、1953年にNCRに売却された。
ノースロップのMADDIDA部門は、パレフスキーが入社してから2年後にベンディックスに売却された。1952〜56年にベンディックスの初期のパーソナルコンピュータであるBendix G-15をパレフスキーが構築した際、MADIDDAの設計の影響を受けた。